# Scipione Rebiba
Scipione Rebiba (San Marco d'Alunzio, 3 de fevereiro de 1504 — Roma, 23 de julho de 1577) foi um religioso siciliano, cardeal da Igreja Católica, criado em 20 de dezembro de 1555 pelo Papa Paulo IV.
Rebiba é um dos mais antigos bispos do qual se conhecem com certeza os dados sobre as consagrações episcopais efetuadas e mais de 95% dos mais de 5200 atuais bispos vivos o têm no vértice de sua genealogia episcopal.

## Biografia
Era o segundo dos três filhos de Francesco Rebiba e Antonia Filingeri, sendo seus dois irmãos Ascanio e Gerolamo. Era tio de Prospero Rebiba, bispo de Troia, e mais tarde patriarca titular de Jerusalém, e de Giovanni Domenico Rebiba, bispo de Ortona e mais tarde arcebispo de Catânia. Estudou direito e teologia em Palermo, onde residia seu tio materno, Girolamo Filingeri, conde de San Marco. Obteve o doutorado em iure utroque, cânone e direito civil. Recebeu a tonsura eclesiástica nessa época.

## Vida religiosa
Recebeu as ordens menores e maiores entre 1524 e 1528, enquanto Giovanni Carandolet foi arcebispo de Palermo. Recebeu um benefício na igreja de Santa Maria dei Miracoli, em Palermo. Mais tarde renunciou e foi para Roma em torno de 1536/1537. Em Roma, entrou em contato com a recentemente estabelecida Congregação dos Clérigos Regulares, fundada pelo Cardeal Gian Pietro Carafa, arcebispo de Chieti.
No pontificado de Paulo III, eleito bispo-titular de Amiclea e nomeado bispo-auxiliar de Chieti em 16 de março de 1541, foi consagrado em 16 de maio de 1541. Vigário de Nápoles, durante um ano, em 1549, governou a arquidiocese de Nápoles em nome do Cardeal Carafa, que tinha sido transferido para essa Sé. Depois de 9 de novembro de 1549, ele retornou a Roma e trabalhou na Cúria. Transferido pelo Papa Júlio III para a Diocese de Motula, em 12 de outubro de 1551. Em 30 de maio de 1553, foi nomeado membro da Comissão do Santo Ofício (presidido pelo Cardeal Gian Pietro Carafa) e delegado da Inquisição Romana em Nápoles, o primeiro a ocupar esse novo posto. Governador de Roma e seu distrito, de 5 de julho a 20 de dezembro de 1555.
Criado cardeal-presbítero pelo Papa Paulo IV no consistório de 20 de dezembro de 1555, recebendo o chapéu vermelho e o título de Santa Pudenciana em 24 de janeiro de 1556. No consistório de 9 de abril de 1556, foi nomeado legado diante do rei Felipe II em Bruxelas para felicitá-lo pela paz de Vaucelles com o rei Henrique II da França. Ele recebeu a cruz legatina em 11 de maio e deixou Roma para Bruxelas em 30 de maio. Promovido para a sé metropolitana de Pisa em 13 de abril de 1556. No início de agosto de 1558, ele se recusou a ir a Cracóvia como legado perante o rei da Polônia e em vez disso foi a Pisa para receber pessoalmente o relatório sobre o estado da reforma da diocese. Ele foi nomeado membro de um conselho de estado para aliviar o papa, velho e enfermo, na condução dos assuntos temporais. Ele também se tornou membro da Inquisição Geral do Santo Ofício.
Renunciou ao governo da arquidiocese e foi transferido para a diocese de Troia, com o título pessoal de arcebispo, em 19 de junho de 1560. Renunciou ao governo da sé em favor de seu sobrinho Prospero Rebiba, em 4 de setembro de 1560. Detido por ordens do Papa Pio IV em Castelo Sant'Angelo, Roma, como cúmplice da família Carafa, considerado inocente, ele foi liberto. Camerlengo do Sacro Colégio dos Cardeais, 12 de janeiro de 1565 a 13 de janeiro de 1567. Passa para o título de Santa Anastácia, em 7 de fevereiro de 1565. Patriarca Titular de Constantinopla em 8 de dezembro de 1565, até 1573. Passou para o título de Cardeal-presbítero de Santo Ângelo em Pescheria, diaconia atribuída como título, em 7 de outubro de 1566 e, em 3 de julho de 1570, recebe o título de Santa Maria em Trastevere.
Nomeado Inquisidor-mór da Igreja e promovido à ordem dos cardeais bispos, recebe a sé suburbicária de Albano, em 8 de abril de 1573 e passou para a Diocese de Sabina, em 5 de maio de 1574. Morreu em 23 de julho de 1577, em Roma, engasgado enquanto comia uma refeição (ex nimio adipe suffucatus). Foi enterrado no meio da igreja de San Silvestro nel Quirinale, com uma inscrição elegante colocada por seu sobrinho Prospero Rebiba.

## Conclaves
- Conclave de 1559 - participou da eleição do Papa Pio IV
- Conclave de 1565–1566 - participou da eleição do Papa Pio V
- Conclave de 1572 - participou da eleição do Papa Gregório XIII